# Hans Hornung
Hans Hornung (* 24. Juni 1926 in Schwäbisch Hall; † 13. Juli 2014 in Tübingen) war ein deutscher Historiker, Bibliothekar und Hochschullehrer.

## Leben und Wirken
Nach dem Schulbesuch in Tübingen (Abitur 1946), unterbrochen durch Kriegsdienst und Gefangenschaft, studierte Hornung von 1947 bis 1952 an der Universität Tübingen Geschichte, Historische Hilfswissenschaften, Lateinische und Griechische Philologie sowie Geographie und Bibliothekswissenschaft. Die Promotion erfolgte hier 1956. Anschließend arbeitete er als wissenschaftlicher Mitarbeiter in der Universitätsbibliothek Tübingen bei der Betreuung des Tübinger Depots der ehemaligen Preußischen Staatsbibliothek. Nach kurzer Tätigkeit an der Universitätsbibliothek Freiburg und der Staatsbibliothek Preußischer Kulturbesitz in Berlin absolvierte er von 1969 bis 1971 die Ausbildung für den Höheren Bibliotheksdienst in Frankfurt/Main und Marburg/Lahn und legte hier die Fachprüfung ab. Anschließend war er wieder an der Staatsbibliothek Berlin tätig. Seit 1972 bis zu seinem Ruhestand 1988 lehrte er als Dozent (seit 1975 als Professor) an der Fachhochschule für Bibliothekswesen in Stuttgart und betreute hier die Fachgebiete Buch- und Schriftgeschichte sowie Sacherschließung. Später kam die Ausbildung von Musikbibliothekaren hinzu.
Hans Hornung war verheiratet mit der Sopranistin Herrad Wehrung (1925–2010).

## Schriften
- Daniel Sudermann als Handschriftensammler. Ein Beitrag zur Strassburger Bibliotheksgeschichte, Dissertation Tübingen 1957 (Digitalisat bei Manuscripta Mediaevalia) (eine gekürzte Fassung erschien unter dem Titel „Der Handschriftensammler Daniel Sudermann und die Bibliothek des Straßburger Klosters St. Nikolaus in undis“ in der Zeitschrift für die Geschichte des Oberrheins, N.F. 68 (1959), S. 338–399).
- Ein Fragment der metrischen St. Cuthbert-Vita des Beda im Nachlaß der Brüder Grimm. In: Scriptorium, Jg. 14 (1960), S. 344–346.
- (zusammen mit Hans Widmann): Benennungen griechischer und lateinischer Handschriften. In: Klaus Bartels u. a. (Hrsg.): Lexikon der alten Welt, Artemis, Zürich 1965, Sp. 3373–3388.
- Der Buchschmuck des Berliner Exemplars der zweiundvierzigzeiligen Bibel. In: Gutenberg-Jahrbuch, Jg. 1968, S. 72–77.
- (als Hrsg.): Das Nibelungenlied in spätmittelalterlichen Illustrationen. Die 37 Bildseiten des Hundeshagenschen Kodex Ms. Germ. Fol. 855 der ehemaligen Preußischen Staatsbibliothek Berlin, derzeit Staatsbibliothek Preußischer Kulturbesitz, Verlagsanst. Athesia, Bozen 1968.
- Das Aegidius-Fragment aus Höxter. In: Archiv für Geschichte des Buchwesens, Jg. 9 (1969), Sp. 1625–1628.
- Die Fragmente von Athis und Prophilias. In: Archiv für Geschichte des Buchwesens, Jg. 10 (1970), Sp. 679–684.
- (als Hrsg.): Die mit Tränen säen. Kantate für vier Singstimmen, zwei Violinen, Viola und Generalbaß / Johann Ludwig Bach, Hänssler, Neuhausen-Stuttgart 1976.
- Musiktheorie für Bibliothekare. Das Fach „Allgemeine Musiklehre“ in den „Begleitmaterialien zur musikbibliothekarischen Ausbildung“. In: Peter Vodosek (Hrsg.): Bibliothekswissenschaft, Musikbibliothek, soziale Bibliotheksarbeit. Hermann Waßner zum 60. Geburtstag, Harrassowitz, Wiesbaden 1982, ISBN 3-447-02258-2, S. 254–261